# Фелікс Пирані
Фелікс Пирані (англ. Félix Arnold Edward Pirani; нар. 2 лютого 1928, Лондон — пом. 31 грудня 2015, Лондон) — британський фізик, відомий своїми роботами з загальної теорії відносності, голова релятивістської групи Кінгс-коледжу Лондонського університету (1968—1983). Відомий також лівими поглядами та боротьбою за ядерне роззброєння.
Серед його найвідоміших наукових результатів — роботи з фізичного смислу тензора кривини, гравітаційними хвилями й алгебраїчною класифікацією тензора Вейля, відкритої їм у 1957 році незалежно від А. З. Петрова, яку іноді називають класифікацією Петрова — Пирані.

## Біографія
Народився у Великій Британії, в єврейській родині, яка веде своє походження з Пирана, проте вже його прадід, Джеймс Чарльз Коен Пирані (англ. James Charles Cohen Pirani) народився у 1817 році в Бірмінгемі. Його весілля з Абігейл Девіс (1821—1897) у 1842 році стало першим єврейським одруженням у Лідсі. Потім він емігрував із сім'єю до Австралії та прибув до затоки Гобсон неподалік Мельбурна 20 лютого 1858 року. Один з його племінників, Фредерік Пирані (1858—1926), став відомим новозеландським політиком. Дід Фелікса — Семюел Габріел Пирані (англ. Samuel Gabriel Pirani, 1853, Лідс або Ворик — 1930, Мельбурн), був правознавцем, автором анотованого «Consolidated Index of Cases Judicially Noticed in the High Court of Australia: 1903—1913».
Батько Фелікса, Макс Габріел Пирані (1898, Сент-Кілда (Вікторія), Мельбурн — 1975, Лондон), був відомим піаністом; мати, Лейла Даблдей (1893—1985), — скрипалькою. У 1923 році батько організував «The Pirani Trio», в якому грали його дружина та віолончеліст Чарлз Гамбург. Згодом Лейла Пирані стала автором книг і низки музичних творів для дітей та юнацтва.
Навчався у приватній школі Короля Альфреда в районі Голдерс-Грін. У 1940—1941 роках жив з батьками в Канаді, потім певний час у Мельбурні та Новій Зеландії; наприкінці 1941 року сім'я повернулася до Ванкувера. Тут він закінчив середню школу Lord Byng і вступив до Університету Британської Колумбії. Після другого курсу переїхав з батьками до Лондона в провінції Онтаріо, де його батько відкрив приватну музичну школу.
З 1944 року навчався в Університеті Західного Онтаріо, спеціалізуючись на фізиці та математиці, потім у Торонтському університеті (1949). Першу дисертацію, доктор наук, присвячену квантуванню гравітаційного поля, захистив під керівництвом Альфреда Шильда в Університеті Карнегі-Меллон у 1951 році, другу, доктора філософії, «Релятивістські основи механіки» (англ. The Relativistic Basis Of Mechanics) — у 1956 році у Германа Бонді в Кембриджському університеті. Навчався в постдокторантурі в Ервіна Шредінгера та Джона Сінга в Дубліні та Брайса Девітта в Університеті Північної Кароліни в Чапел-Гілл.
З 1958 року працював у лондонському Кінгс-коледжі у групі релятивістів Германа Бонді. З 1968 року Пирані очолив групу як професор (Бонді отримав посаду директора Європейського космічного агентства). Він пішов у відставку у 1983 році, у розпал кампанії Тетчер проти університетів, підготувавши за час роботи близько дюжини аспірантів, включно з Пітером Шекересом.
Пирані займав політично активну позицію, беручи участь у лівому русі, виступаючи проти використання науки у військових цілях (наприклад, в рамках Кампанії за ядерне роззброєння), входив до Британської спілки за соціальну відповідальність в науці.
Окрім наукової діяльності, Пирані займався і популяризацією науки. Ще у 1958 році він виступив автором суттєвої переробки та доповненням новим матеріалом книги Бертрана Рассела «ABC of Relativity» (укр. Ази теорії відносності), яку кілька разів перевидавали, а після виходу у відставку його активність на цій ниві зросла — найпомітнішою публікацією стала «L'Astronomie sans aspirine» («Астрономія без аспірину»).
Фелікс Пирані також є автором кількох дитячих книг, протагоністом частини яких виступає незалежна дівчинка Абігейл, названа так на честь дочки Фелікса і розділяє з автором його сміливість і нетерпимість до дурнів. Одна з цих книг, «Abigail at the Beach» (укр. Абігейл на пляжі), навіть розбиралася в парламенті, що тоді контролювався консерваторами, на предмет можливого надлишкового насильства — Абігейл, захищаючи зведений нею піщаний замок, говорить хулігану, який збирається його зруйнувати: «Я скажу татові, і він тобі всі руки переламає і велосипед на клаптики роздере. Він у мене в секретній службі працює» (англ. I’ll get my daddy to break both your arms and frazzle your bike. He’s in the Secret Service.), — що викликало гордість Пирані. В останні роки життя він також захопився (і не без успіху) скульптурою та створенням мозаїк.

### Внесок у науку
Найбільш відомі роботи Пирані з гравітаційного випромінювання та алгебраїчної класифікації гравітаційних полів.
На початку 1950-х років стан проблеми гравітаційного випромінювання був дуже незрозумілим. Існувала підтримувана великими релятивістами тієї пори, наприклад, Натаном Розеном і Леопольдом Інфельдом, точка зору, що гравітаційні хвилі це артефакт використовуваних для їх опису координатних систем, і, отже, не існують або, в м'якшому варіанті, не рухаються під дією лише гравітаційних тіл. Перше точне рішення для плоскої гравітаційної хвилі знайшов Пирані у співавторстві з Германом Бонді й Айвором Робінсоном у 1956—1957 роках.
У 1957 році на гравітаційній конференції в Чапел-Гілл, Північна Кароліна, використовуючи математичні інструменти, розроблені Джоном Сінгом, Олексієм Петровим й Андре Ліхнеровичем, Пирані ясно показав центральну роль, яку відіграє тензор кривини в загальній теорії відносності, вперше коректно описавши відносне (приливне) прискорення, яке відчувають ті, що спочатку спочивали один відносно одного, вільно падаючі тіла при проходженні гравітаційної хвилі. На підставі цього опису Річард Фейнман на тій же конференції запропонував свій знаменитий «аргумент про палицю», на погляд релятивістів поставив крапку в дискусії про реальне існування гравітаційних хвиль: оскільки намистини, що з тертям рухаються по напрявляючій-палиці, при проходженні гравітаційної хвилі через систему рухатимуться палицею туди-сюди, то вони будуть виробляти механічну роботу та тепло, тому гравітаційні хвилі існують, можуть переносити енергію, їх можна зафіксувати.
Інтенсивна робота над алгебраїчною класифікацією гравітаційних полів, знайденої Пирані у 1957 році незалежно від Петрова, сильно захопила його, привівши до того, що він кілька місяців працював над нею по 14 годин на добу. У 1960-1970-х роках Пирані дещо відійшов від роботи в галузі гравітаційної фізики, оскільки вона здавалася йому дисципліною, що все більше відривалася від експерименту (особливо йому не подобалися чорні діри та він сподівався — даремно — що їх дослідження покажуть їх неправдоподібність), зайнявся додатками диференціальної геометрії, зокрема, перетвореннями Беклунда та фізикою солітонів. Проте, у 1972 році спільно з Альфредом Шильдом та Юргеном Елерсом він написав класичну працю про відновлення метрики простору-часу з відомих результатів руху пробних частинок у ньому.
Також Пирані та Шильд на початку 1950-х років заклали фундамент напрямку канонічного квантування загальної теорії відносності.
Спільно з Майклом Кремпіном (англ. Michael Crampin) Пирані став автором книги про прикладну диференціальну геометрію.

## Сім'я
Пирані був двічі одружений і двічі розлучався. Першою дружиною з 1953 року була Олександра (Алікс) Лі (англ. Alix Lee, нар. 1929), психотерапевт-юнгіанець. У них народилися діти:
- Абігейл (1955);
- Саймон (1957), старший науковий співробітник Оксфордського інституту енергетичних досліджень (The Oxford Institute for Energy Studies), лівий активіст, автор низки наукових праць з сучасної історії СРСР та Росії[Прим. 3][15];
- Адам (1963), фінансовий аналітик.

Друга дружина — Діна Гехт (англ. Dina Hecht). Після розлучення з нею він тривалий час перебував у цивільному шлюбі з Мартою Монтелоні (італ. Marta Monteloni) і виховував двох пасинків Мікеле та Анджело (італ. Michele, Angelo). Марта померла у 2005 році, і після неї Фелікс зійшовся з Джулією Веллакотт (англ. Julia Vellacott), яка пережила його.

## Визнання
- Об'ємні хвилі Бонді — Пирані — Робінсона.
- Класифікація Петрова — Пирані.
- Умова Пирані[18] (також Матісона — Пирані[19], Френкеля — Пирані[20], або Френкеля — Матісона — Пирані[21]) — один з варіантів опису власного моменту імпульсу тіл, що обертаються, в загальній теорії відносності[22]

## Виноски
1. ↑  Серед творів Лейли Пирані — лібретто до оперет «Cowboys And Indians, or The story of Grey Eagle and the Palefaces: A Juvenile Operetta» (1940) и «Play day in happy Holland: A Juvenile Operetta» (1937), книги для детей и юношества «Wartime Stew, slightly sweetened» (1942), «I met them in China» (1944), «The old man river of Australia: a saga of the River Murray» (1945), «The Princess of the Water-Lilies» (1946), «Lazy the pig and his Chinese adventures» (1945), «Little Hans of Holland» (1945), «Mrs. Hen counts her chickens» (1949); кантата «Old Mr. Sundown in fairyland: children's cantata» (1935).
2. ↑  Алікс Пирани — авторка книг «Therapy and Creativity: The Significance of the Transitional Object» (1979), «Absent Father: Crisis and Creativity: The Myth of Danae and Perseus in the Twentieth Century» (1988), «The Absent Mother: Restoring the Goddess of Judaism and Christianity» (1991), «The Four Quartets: T. S. Eliot And The 20th Century Psyche» (2000)
3. ↑  Серед написаних Саймоном Пирані монографий: «The Russian Revolution in Retreat» (Routledge, 2008; укр. «Російська революція у відступі», 2013), «Change in Putin's Russia: Power, Money and People» (Pluto, 2009), «Russian and CIS Gas Markets and their Impact on Europe» (OUP, 2009), «Central Asian and Caspian Gas Production and the Constraints on Export» (2012), «The Russian Gas Matrix: How Markets Are Driving Change» (2014)